# Lag Branäs
Lag Branäs representerade Sverige i curling vid Europamästerskap 1975-1977. Laget leddes av skippern Elisabeth Branäs och övriga deltagare var Anne-Marie Ericsson, Elisabeth Högström (1976), Britt-Marie Lundin-Ericson och Eva Rosenhed.

## Meriter
- Europamästerskap   
  - Silver 1975
  - Guld 1976
  - Guld 1977